# Conescharellina breviconica
Conescharellina breviconica är en mossdjursart som först beskrevs av Canu och Bassler 1929.  Conescharellina breviconica ingår i släktet Conescharellina och familjen Biporidae. Inga underarter finns listade i Catalogue of Life.